# بيرت لانس
توماس بيرترام «بيرت» لانس (بالإنجليزية: Bert Lance) (3 يونيو 1931 - 15 أغسطس 2013) هو رجل أعمال أمريكي شغل منصب مدير مكتب الإدارة والميزانية في عهد الرئيس جيمي كارتر في عام 1977. وهو معروف أساسا لاستقالته من إدارة كارتر بعد فضيحة خلال سنته الأولى في منصبه؛ تمت تبرئته من جميع التهم. 

## التعليم
تعلم في جامعة جورجيا.